# Psycho Fox
Psycho Fox is een computerspel dat werd ontwikkeld door Vic Tokai Corporation en uitgeven door Sega. Het spel kwam in 1989 uit voor de Sega Master System. Het dierenrijk wordt gekweld door de boosaardige god Madfox Daimyojin. De dieren vragen een vos, bekend als "psycho fox" om de kwade god te verjagen. In het spel hebben de dieren individuele eigenschappen. Zoals nijlpaard (sterk), tijger (snel) en aap (hoog springen). Het spel is een platformspel waarbij het perspectief in de derde persoon getoond wordt.

## Ontvangst
| Beoordeeld door        | Datum             | Score |
| ---------------------- | ----------------- | ----- |
| The Video Game Critic  | 8 oktober 2002    | 100%  |
| GamesCollection        | 8 december 2007   | 90%   |
| Mean Machines          | augustus 1991     | 90%   |
| Sega8bit.com           | 20 maart 2010     | 90%   |
| Jeuxvideo.com          | 4 augustus 2011   | 85%   |
| The Games Machine (GB) | april 1990        | 83%   |
| Retrogaming.it         | 1 mei 2008        | 80%   |
| Power Play             | november 1989     | 73%   |
| Defunct Games          | 11 september 2005 | 70%   |
| VideoGame              | april 1991        | 60%   |

1. ↑   (December 1989). UK release date. Computer and Video Games  (97)